# Rørdrummens vinter
|  | Denne artikel er oprettet af botten PalnaBot ud fra en ekstern database. Den kan derfor have sproglige fejl eller mangler. Denne skabelon kan fjernes efter kontrol af indholdet. |

Rørdrummens vinter er en dokumentarfilm fra 2004 instrueret af Hanne Risgaard efter eget manuskript.

## Handling
»Rørdrummens vinter« fortæller om den mystiske, sky fugl rørdrummen. Den største del af året holder rørdrummen til i marsklandets tætte sivskove, men når frosten sætter ind, søger fuglen hen, hvor der er chancer for at fange fisk - i en lille våge i en sø, der aldrig fryser til. Her udspiller sig en kamp om føden blandt rørdrum og fiskehejre, den vilde mink, isfuglen, vandriksen og de aggressive måger. Filmen foregår i fire barske vintermåneder, hvor dagene er korte, solen står lavt på himlen, og kulden bider. Menneskene lever inden døre, uvidende om de dramaer, der udspiller sig i naturen. Dramaer, som kan være grumme, men som også rummer skønhed og uforglemmelige billeder. Naturfotografen Leif Bjørn Petersens optagelser til filmen foregik over fire sæsoner.